# Tatiana Kholina
Tatiana Viktorovna Kholina (en russe : Татьяна Викторовна Холина) (née Gorchkova le 8 mars 1981 à Simferopol) est une ancienne joueuse de volley-ball russe. Elle mesure 1,98 m et jouait au poste d'attaquante. Elle a totalisé 15 sélections en équipe de Russie. Elle a terminé sa carrière en juin 2014.

## Clubs
| Club                    | De        | À         |
| ----------------------- | --------- | --------- |
| Ouralotchka             | 1997-1998 | 1997-1998 |
| Malakhit Iekaterinbourg | 1998-1999 | 1999-2000 |
| Uraltransbank           | 2000-2001 | 2000-2001 |
| Aeroflot-Malahit        | 2001-2002 | 2002-2003 |
| Ouralotchka             | 2003-2004 | 2003-2004 |
| Zaretchie Odintsovo     | 2004-2005 | 2007-2008 |
| Samorodok Khabarovsk    | 2008-2009 | 2009-2010 |
| Leningradka             | 2010-2011 | 2010-2011 |
| Proton Balakovo         | 2011-2012 | 2011-2012 |
| Fakel Novy Ourengoï     | 2012-2013 | 2013-2014 |

## Palmarès

### Équipe nationale
- Grand Prix mondial
  - Vainqueur : 2002.
  - Finaliste : 2003.
- Championnat du monde des moins de 20 ans
  - Vainqueur : 1997, 1999.
- Championnat d'Europe des moins de 20 ans
  - Finaliste : 1998.
- Championnat du monde des moins de 18 ans
  - Finaliste : 1995, 1997.
- Championnat d'Europe des moins de 18 ans
  - Vainqueur : 1997.

### Clubs
- Championnat de Russie
  - Vainqueur : 1998, 1999, 2004, 2008.
  - Finaliste : 2002, 2006.
- Coupe de Russie
  - Vainqueur : 2006, 2007.
- Ligue des champions
  - Finaliste : 2008.
- Coupe de la CEV
  - Finaliste : 2007.